# Paso Robles
Paso Robles város az USA Kalifornia államában, San Luis Obispo megyében. Lakosainak száma 31 490 fő (2020. április 1.).

## Népesség
A település népességének változása:

| 2010 | 29 793 |
| 2020 | 31 490 |